# المعلوماتية (رواية)
المعلوماتية The Informationist هي رواية للكاتبة تايلور ستيفنز [الإنجليزية]، هي الرواية الأولى في سلسلة فانيسا مايكل مونرو، عن امرأة شابة نشأت في الكاميرون باعتبارها ابنة مبشرين أمريكيين. واجهت تجربة غيرت حياتها في سن الرابعة عشرة عندما تعاملت مع تاجر أسلحة سيئ السمعة وطاقم من المرتزقة. وفي وقت لاحق من حياتها تعمل كتاجرة معلومات لدى الحكومات والشركات التي تتعامل في مع أشخاص للحصول على المعلومات المتخصصة في وسط إفريقيا. تُرجمت الرواية إلى الإيطالية والإسبانية والعبرية والبولندية والتركية والهولندية.

## الاستقبال
غالبًا ما تقارن المراجعات فانيسا مايكل مونرو لستيفنز بـ ستيج لارسون لـ ليزبيث سالاندر، ويرجع ذلك جزئيًا إلى "موقفهم الوحشي الذي لا يأخذ أي سجناء." سارة وينمان تكتب لصحيفة لوس أنجلوس تايمز، قال مونرو وسالاندر "ذئاب وحيدة، إذا أتيحت لهما فرصة الالتقاء، فقد يكتشفان أنهما حقًا جزء من نفس مجموعة الصيد."
في مراجعة مميزة بنجمة، وصفت بابليشرز ويكلي الرواية بأنها "بداية رائعة للغاية". وصف كرينكلو الرواية بأنها "مثيرة للاهتمام"، قائلاً: "المناورات في النهاية مبهرة، وتستحق الصبر مع الوسط المحير، وتذكرنا قليلاً بمسألة شيرلوك هولمز في منزل الأشجار النحاسية."
أشار وينمان أيضًا إلى أن ستيفنز "تكتب بثقة من يعرف أنها نجحت في الحصول على شخصية مسلسل فائزة والتي لديها العالم تحت تصرفها وتتصل بها - وربما أيضًا مجموعة متزايدة من المعجبين." قامت مجلة المكتبة ‏ بمراجعة الرواية أيضًا.

## الجوائز والتكريمات
وصلت الرواية إلى المراكز العشرة الأولى في قائمة أفضل الكتب مبيعًا في صحيفة نيويورك تايمز.
| سنة  | جائزة                                              | نتيجة                  | المرجع. |
| ---- | -------------------------------------------------- | ---------------------- | ------- |
| 2012 | جائزة أنتوني [الإنجليزية] لأفضل رواية أولى         | تأهلت للقائمة النهائية | [ 7 ]   |
| 2012 | جائزة باري [الإنجليزية] لأفضل رواية أولى           | الفائزة                | [ 7 ]   |
| 2012 | جائزة ماكافيتي [الإنجليزية] لأفضل رواية غامضة أولى | تأهلت للقائمة النهائية | [ 7 ]   |

## الاقتباس كفيلم
في أكتوبر 2012، حصلت شركة لايتستورم إنترتينمنت التابعة لجيمس كاميرون على حقوق لتحويل الكتاب إلى فيلم.